# Guvernul Ilie Bolojan
Guvernul Ilie Bolojan exercită puterea executivă a României, începând cu 23 iunie 2025. Condus de politicianul Ilie Bolojan, guvernul este alcătuit din partidele politice Partidul Social Democrat (PSD), Partidul Național Liberal (PNL), Uniunea Salvați România (USR) și Uniunea Democrată Maghiară din România (UDMR).

## Istoric
În urma negocierilor după alegerile prezidențiale din 18 mai 2025, Guvernul Marcel Ciolacu (2) a fost înlocuit de Guvernul Ilie Bolojan, la data de 23 iunie 2025.

## Configurația
| Minister                                                             | Nume                | Partid | În funcție din | Până la       |
| -------------------------------------------------------------------- | ------------------- | ------ | -------------- | ------------- |
| Prim-ministru                                                        | Ilie Bolojan        | PNL    | 23 iunie 2025  |               |
| Viceprim-ministru                                                    | Marian Neacșu       | PSD    | 23 iunie 2025  |               |
| Viceprim-ministru                                                    | Cătălin Predoiu     | PNL    | 23 iunie 2025  |               |
| Viceprim-ministru                                                    | Ionuț Moșteanu      | USR    | 23 iunie 2025  |               |
| Viceprim-ministru                                                    | Barna Tánczos       | UDMR   | 23 iunie 2025  |               |
| Viceprim-ministru                                                    | Dragoș Anastasiu    | IND    | 23 iunie 2025  | 27 iulie 2025 |
| Ministrul sănătății                                                  | Alexandru Rogobete  | PSD    | 23 iunie 2025  |               |
| Ministrul afacerilor interne                                         | Cătălin Predoiu     | PNL    | 23 iunie 2025  |               |
| Ministrul afacerilor externe                                         | Oana Țoiu           | USR    | 23 iunie 2025  |               |
| Ministru al transporturilor și infrastructurii                       | Ciprian Șerban      | PSD    | 23 iunie 2025  |               |
| Ministrul agriculturii și dezvoltării rurale                         | Florin-Ionuț Barbu  | PSD    | 23 iunie 2025  |               |
| Ministrul apărării naționale                                         | Ionuț Moșteanu      | USR    | 23 iunie 2025  |               |
| Ministrul culturii                                                   | András Demeter      | UDMR   | 23 iunie 2025  |               |
| Ministrul dezvoltării, lucrărilor publice și administrației          | Attila Cseke        | UDMR   | 23 iunie 2025  |               |
| Ministrul economiei, digitalizării, antreprenoriatului și turismului | Radu Miruță         | USR    | 23 iunie 2025  |               |
| Ministrul educației                                                  | Daniel David        | PNL    | 23 iunie 2025  |               |
| Ministrul energiei                                                   | Bogdan Ivan         | PSD    | 23 iunie 2025  |               |
| Ministrul finanțelor                                                 | Alexandru Nazare    | PNL    | 23 iunie 2025  |               |
| Ministrul investițiilor și proiectelor europene                      | Dragoș Pîslaru      | REPER  | 23 iunie 2025  |               |
| Ministrul justiției                                                  | Radu Marinescu      | PSD    | 23 iunie 2025  |               |
| Ministrul muncii și solidarității sociale                            | Petre-Florin Manole | PSD    | 23 iunie 2025  |               |
| Ministrul mediului, apelor și pădurilor                              | Diana Buzoianu      | USR    | 23 iunie 2025  |               |

Distribuția ministerelor conform afilierii politice este următoarea:
- Partidul Social Democrat (PSD)6 / 1637,50%
- Partidul Național Liberal (PNL)3 / 16+ Prim-ministru  18,75%
- Uniunea Salvați România (USR)4 / 1625,00%
- Uniunea Democrată Maghiară din România (UDMR)2 / 1612,50%
- Reînnoim Proiectul European al României (REPER)1 / 166,25%

## Programul de guvernare al coaliției conduse de Ilie Bolojan (2025)
Programul de guvernare al coaliției conduse de Ilie Bolojan a fost elaborat în contextul formării unei coaliții transpartinice (PNL – PSD – USR – UDMR) în anul 2025, ca răspuns la criza fiscal-bugetară a României. Documentul stabilește principalele direcții de reformă economică, fiscală și administrativă asumate de viitorul executiv, având ca obiectiv principal redresarea bugetului de stat și creșterea eficienței administrației publice.

## Obiective principale
Programul urmărește în mod explicit:
- reducerea deficitului bugetar sub 3% din PIB până în 2027;
- menținerea ratingului de țară și credibilitatea externă;
- restructurarea aparatului public;
- crearea unui sistem fiscal echitabil și sustenabil.

## Măsuri fiscale
Printre cele mai importante măsuri fiscale anunțate se numără:
- creșterea cotei TVA pentru anumite produse aflate în prezent la cote reduse (de la 5% sau 9% la 19%);
- majorarea accizelor pentru alcool, tutun și carburanți;
- revizuirea sistemului de impozitare a pensiilor mari (inclusiv pensiile speciale);
- scumpirea rovinietei pentru autovehicule.

Aceste măsuri sunt destinate creșterii veniturilor bugetare și alinierii României la normele fiscale europene.

## Reforma administrativă
Programul prevede o amplă restructurare a aparatului administrativ central și local, inclusiv:
- reducerea numărului de instituții publice cu funcții redundante;
- digitalizarea serviciilor publice;
- reducerea cheltuielilor cu personalul bugetar;
- simplificarea și debirocratizarea administrației.

## Reforma pensiilor
Se propune:
- recalcularea pensiilor speciale;
- corelarea vârstei de pensionare cu speranța de viață;
- promovarea unui sistem de pensii publice sustenabil și echitabil.

## Reacții și controverse
Programul a fost primit cu reacții mixte din partea opiniei publice și a specialiștilor. Susținătorii l-au descris ca fiind necesar și curajos, în timp ce criticii au avertizat asupra impactului social al majorărilor de taxe și al reducerilor bugetare.
Conform mai multor economiști, Guvernul Bolojan a implementat reforme economice care i-au afectat pe cei cu venituri mici și medii, respectiv întreprinderile mici și mijlocii (IMM). Impozitul pe dividende a crescut de la 8-10% la 16%.
Reprezentanții IMM-urilor au declarat că reformele lui Bolojan sunt "de tip feudal" și că sunt "majorări de taxe pentru micii antreprenori, fără reforme reale". De asemenea, facilitățile pentru IMM-uri au fost eliminate.
Creșterea TVA de la 16% la 21% erodează competitivitatea și volumul distribuțiilor, ducând la scăderea potențialului de investiții.
Guvernul Bolojan a eliminat facilități și a băgat noi taxe pentru personalul medical, cadrele didactice, mamele gravide, elevi, studenți, pensionari.
Fostul ministru social-democrat Adrian Câciu a declarat că reformele lui Bolojan sunt fix opusul impozitării diferențiate, denumindu-le, ironic, "impozitare regresivă".
Deși guvernul Bolojan se legitimează prin nevoia de a reduce deficitul, mai mulți analiști, dar și publicații internaționale, precum Financial Times sau Reuters, estimează că efectele vor fi limitate și sub așteptări, dacă nu se fac reforme profunde ale aparatului de stat.
La momentul zilei de 15 august 2025, nu au fost implementate măsuri care au fost catalogate de presă și de prim-ministrul Ilie Bolojan că "ar afecta clientela politică", precum eliminarea (sau reducerea) pensiilor speciale sau reducerea finanțării de la stat pentru partidele politice parlamentare.

## Legături externe
- Miniștrii Guvernului României

| Precedat(ă) de: Guvernul Marcel Ciolacu (2) | Guvernul Ilie Bolojan 23 iunie 2025 — prezent | Succedat(ă) de: |